# Attila Záhonyi
Attila Záhonyi (ur. 1 grudnia 1959) – węgierski strzelec sportowy, brązowy medalista olimpijski z Seulu.
Zawody w 1988 były jego pierwszymi igrzyskami olimpijskimi. Medal zdobył w konkurencji karabinu małokalibrowego na dystansie 50 metrów w pozycji leżącej. W trzech postawach był indywidualnym mistrzem Europy w 1987. Był uczestnikiem igrzysk w 1992. 